# Moultrie (Georgia)
Moultrie – miasto w Stanach Zjednoczonych, w stanie Georgia, siedziba administracyjna hrabstwa Colquitt.